# Artavasdes VII d'Armènia
Artavasdes VII (en arménien Արտավազդ) fou rei d'Armènia del 252 al 283 i nominalment fins al 287.
A la mort de Tiridates II d'Armènia suposadament el 238, la situació del país era confusa. Tiridates II havia mort a mans d'Anak de la casa noble persa de Suren. Sembla que els seus dos fills Tiridates III i Khosrov II es van refugiar a territori romà (o a les fortaleses romanes a Armènia) i aviat els sassànides van ocupar el país que l'emperador Filip l'Àrab els va cedir per tractat el 244, tot i que després fou annul·lat sota pressió de les legions. Probablement llavors els sassànides ja dominaven gairebé tot el territori però no deuria quedar pacificat fins vers el 252. En aquest any Shapur I de Pèrsia ja dominava totalment Armènia com ho testimonia Joan Zonaràs i va instal·lar com a rei al seu fill Hormuz Ardashir, que va agafar el nom armeni d'Artavasdes. El 260 Valerià I fou derrotat per Shapur I i el domini persa es va consolidar. El 271 Artvasdes VII/Ormazd va marxar a Pèrsia on poc després fou proclamat rei de reis i va deixar Armènia al seu germà Narses d'Armènia. El 283, l'expedició victoriosa de l'emperador Car, que va ocupar Ctesifont, va obligar els perses a renunciar a Armènia i el 287 Tiridates III, fill de Tiridates II, fou establert (o restablert) al tron.
Cyril Toumanoff identifica a Artavasdes amb un personatge de la gran inscripció de Naqsh-e Rostam, coneguda pels historiadors occidentals com « Res gestae divi Saporis » on el rei Shapur I el nomena immediatament després de la seva filla la reina de les reines Adur-anâhîd : nostre fill Hormizd-Ardaschir, gran rei d'Armènia]. Es tracta doncs del fill gran i hereu de Shapur I, el futur gran rei Ormazd I a qui Armènia hauria estat donada com a privilegi patrimonial del 252 al 2713.
Pel seu regnat com a rei de reis persa, vegeu Ormazd I.